# آینه خمیده
آینهٔ‌خمیده یا آینهٔ منحنی (به انگلیسی: Curved mirror) آینه‌ای است که سطح بازتابندهٔ آن تخت نیست، بلکه یک سطح خمیده‌است. آینه‌های کوژ ممکن است نور را همگرا (متمرکز) کنند یا آن را واگرا (پخش) کنند. اگر سطح بازتابندهٔ آینهٔ خمیده رو به بیرون باشد، به آن آینهٔ کوژ می‌گوییم و اگر سطح درونی آینه بازتابنده و رویهٔ بیرونی آن نقره اندود باشد به آن آینهٔ کاو می‌گوییم. بیشتر آینه‌های خمیده در اصل کروی‌اند (بخشی از رویهٔ یک کره‌اند)، ولی دیگر شکل‌های آن‌ها نیز در برخی ابزارهای نوری کاربرد دارد که پرکاربردترین آن‌ها بازتابنده‌های سهمی‌گون است. از این ابزار در تلسکوپهای بازتابی استفاده می‌شود. برای نشان دادن تصویر اجسام بسیار دور این گونه آینه‌ها نسبت به آینه‌های کروی از کارایی  بیشتری برخوردارند.

## آینهٔ کوژ( واگرا)

آینهٔ کوژ

آینهٔ کوژ یا آینهٔ محدب (به انگلیسی: Convex mirror)، آینه‌ای کروی است که بخش بازتابنده و صیقل یافتهٔ آن رو به بیرون است و بخش درونی آن نقره اندود شده‌است. این گونه آینه‌ها نور را رو به بیرون پراکنده می‌کنند به عبارت دیگر پرتوهای تابیده به آن‌ها به صورت واگرا در فضا بازتاب می‌شود. در نتیجه نمی‌توان از آن‌ها انتظار داشت تا تمرکز نور ایجاد کنند. این گونه آینه‌ها همیشه یک تصویر مجازی ایجاد می‌کنند چون کانون آن‌ها (F) و مرکز آینه (مرکز کره‌ای که آینه قطاعی از آن است) (۲F) هر دو نقاط مجازی‌اند، «درون» آینه می‌افتند و قابل دسترسی نیستند. در نتیجه تصویر شکل گرفته با این آینه‌ها را نمی‌توان بر روی یک پردهٔ نمایش نشان داد. تصویر این نوع آینه حقیقی نیست، بلکه مجازی‌ست و در درون آینه دیده می‌شود.
اگر یک دسته پرتوی موازی با محور آینهٔ کوژ با آن برخورد کند، به صورت واگرا بازتاب خواهد شد.
در انگلیسی به این گونه آینه‌ها، آینهٔ چشم ماهی (به انگلیسی: fish eye mirror) یا آینهٔ رانندگی (به انگلیسی: diverging mirror) نیز می‌گویند.

### کاربردها

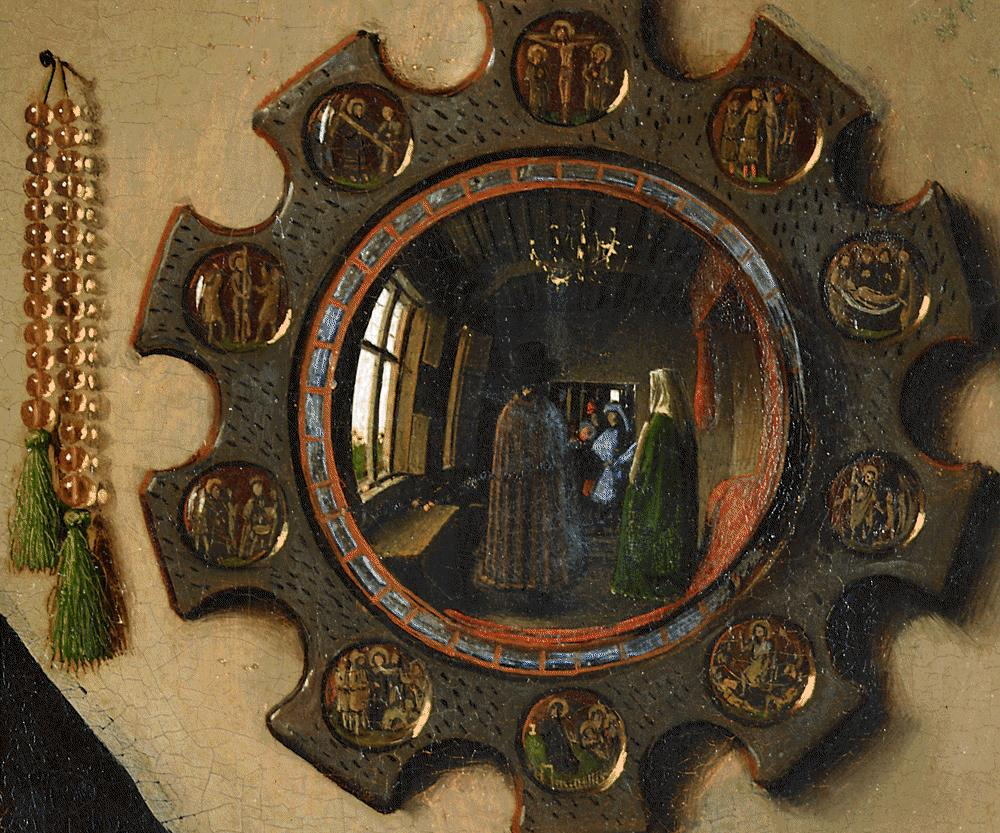
پرترهٔ آرنولفینی اثر یان وان آیک. در این نقاشی یک آینهٔ کوژ و تصویر مجازی درون آن به نمایش در آمده‌است.

- آینهٔ سمت مسافران در خودروها معمولاً آینهٔ کوژ است. در برخی کشورها یک برچسب هشدار روی این آینه‌ها قرار دارد که روی آن نوشته «اجسام در آینه از آنچه به نظر می‌رسند نزدیک تراند.» این برچسب برای هشیاری راننده از تغییر فاصله‌ها در آینه است. دلیل کاربرد آینهٔ کوژ در خودرو این است که تصویر آینهٔ کوژ کوچک‌تر از اندازهٔ واقعی است، در نتیجه پهنای بیشتری از فضای بیرون در آینه جا می‌شود و نسبت به آینه‌های تخت و کاو در این آینه‌ها محوطهٔ گسترده‌تری در بازهٔ دید آینه قرار می‌گیرد.
- در برخی خودپردازها از آینهٔ کوژ برای امنیت فرد و اینکه بداند پشت سرش چه می‌گذرد استفاده می‌شود. برای همین کاربرد وسیلهٔ مانند این آینه‌ها ساخته شده‌است که بر روی نمایشگر رایانه‌های معمولی نصب می‌شود.
- بر دوربین برخی از گوشی‌های همراه یک آینهٔ کوژ قرار دارد تا هنگامی که فرد می‌خواهد از خودش عکس بگیرد بتواند خود را ببیند و عکس دقیق تر باشد.

در میان کالاهای لوکس و شناخته شدهٔ سدهٔ ۱۵ میلادی می‌توان آینه‌های گِرد کوژ به نام «چشم جادوگر» (به فرانسوی: Oeil de Sorcière) را پیدا کرد. نقاشی این آینه‌ها و تصویری که در آن‌ها دیده می‌شده هم‌اکنون موجود است. با توجه به ابزارهایی که در سدهٔ ۱۵ در دسترس بوده، ساخت آینه‌های کروی از ساخت آینه‌های کاملاً تخت بسیار راحت‌تر بوده‌است چون این آینه‌ها را مانند بیرون یک کاسهٔ گرد می‌توانستند درست کنند. از نمونه‌های هنری آن دوران می‌توان به پرترهٔ آرنولفینی اثر یان وان آیک اشاره کرد.

### تصویر
تصویر در آینهٔ کوژ همواره مجازی است یعنی پرتوهای نور در واقعیت همرس نیستند و تصویری بر روی پرده تشکیل نمی‌شود (تصویر داخل آینه دیده می‌شود مانند آینه‌های معمولی) در این آینه‌ها تصویر کوچکتر است و با جسم هم جهت است (وارونه نیست). هرگاه جسم به آینه نزدیک شود بازتاب (تصویر) آن درون آینه بزرگ و بزرگتر می‌شود تا آنکه اندازهٔ تصویر با اندازهٔ جسم تقریباً برابر می‌گردد و این هنگامی است که جسم به آینه چسبیده باشد. هرچه جسم از آینه دورتر می‌شود تصویر آن کوچک و کوچکتر می‌شود و کم کم به فاصلهٔ کانونی نزدیک می‌شود. تصویر جسم هنگامی در کانون آینه جای می‌گیرد که خود جسم در فاصلهٔ بینهایت از آینه باشد. این ویژگی‌ها آینهٔ کوژ را بسیار پرکاربرد کرده‌است. چون هر چیزی در این آینه‌ها کوچکتر از اندازهٔ واقعی به نظر می‌رسد، زاویهٔ دید این آینه‌ها نسبت به آینه‌های تخت معمولی بسیار گسترده‌تر است.
در حالت کلی پرتوهای بازتاب در آینهٔ کوژ

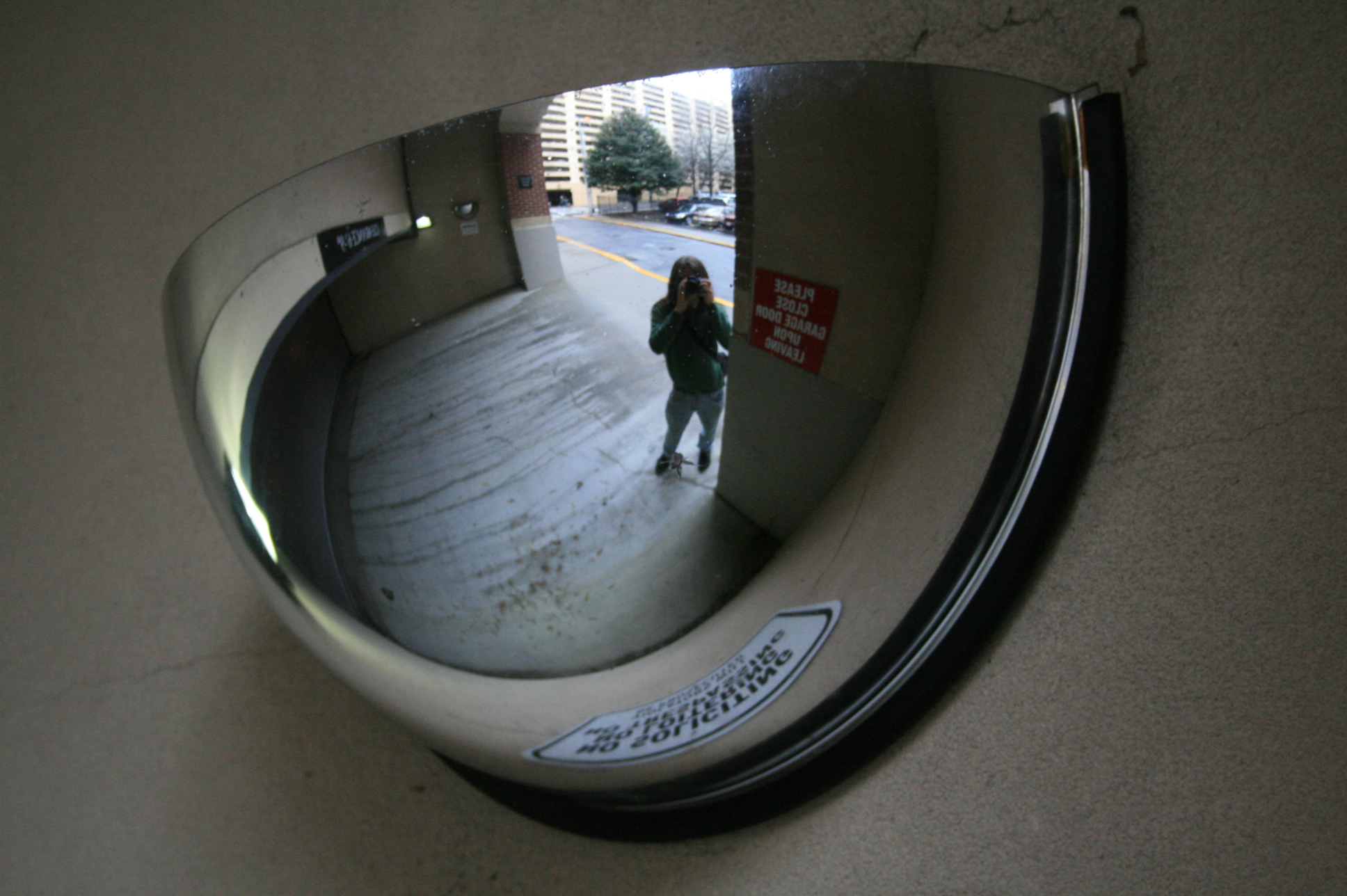
آینهٔ کوژ کمک می‌کند تا رانندگان بتوانند اطراف گوشه‌ها و نقاط کور را هم ببینند.

- اگر پرتوی تابش موازی محور اصلی بتابد، امتداد پرتوی بازتاب پشت آینه از کانون می‌گذرد.
- اگر پرتوی تابش از کانون بگذرد، پرتوی بازتاب، موازی محور اصلی می‌شود.
- اگر پرتوی تابش از مرکز آینه (۲F) بگذرد، روی خودش بازتاب می‌شود.

| مکان جسم (S), فاصلهٔ کانونی (F)  | ویژگی‌های تصویر               | شکل کلی |
| ------------------------------- | ---------------------------- | ------- |
| {\displaystyle S>F,\ S=F,\ S<F} | - مجازی - راست محور - کوچکتر |         |

## آینهٔ کاو

آینهٔ کاو

آینهٔ کاو یا آینهٔ مقعر یا آینهٔ همگرا، (به انگلیسی: concave mirror یا converging mirror)، آینه‌ای کروی است که بخش بیرونی آن نقره‌ای شده و بخش درونی آن که فرو رفته‌است، صیقلی و بازتابندهٔ نور است. از این گونه آینه‌ها برای همگرا کردن نور استفاده می‌شود. آینه‌های کاو، بر خلاف آینه‌های کوژ، بسته به جایگاه جسم نسبت به آینه می‌توانند چندین تصویر متفاوت تولید کنند.

### کاربردها
برای آگاهی بیشتر مقاله‌های کاواک اپتیکی و ساخت لیزر را نگاه کنید. 
چند مورد از کاربردهای آینهٔ خمیده عبارتند از:
- دندانپزشکی
- آبگرمکن خورشیدی
- کورهٔ آفتابی
- آینهٔ اصلاح خانم‌ها
- چراغ قوه

### تصویر
| جایگاه جسم (S), کانون آینه (F)                                   | ویژگی‌های تصویر | شکل نمادین |
| ---------------------------------------------------------------- | --- | ---------- |
| {\displaystyle S<F} (جسم در فاصلهٔ کانونی، میان کانون و خود آینه) | - مجازی - راست - بزرگتر از جسم |            |
| {\displaystyle S=F} (جسم بر روی کانون)                           | - پرتوهای نور به صورت موازی یکدیگر بازتاب می‌شوند و هرگز همگرا نمی‌شوند، بنابراین تصویری نیز تشکیل نمی‌شود. - اگر به صورت حدی نگاه کنیم، هنگامی که S (جایگاه جسم) به سمت کانون آینه حرکت می‌کند، تصویر آن به سمت بی نهایت می‌رود. در این هنگام تصویر می‌تواند حقیقی یا مجازی، راست یا وارون باشد. اینکه دقیقاً تصویر چه وضعیتی دارد به این بستگی دارد که جسم از فاصلهٔ دورتر از آینه به سمت کانون حرکت می‌کند یا از جایی نزدیکتر به آینه به عبارت دیگر S از عددی بزرگتر از F به سمت F نزدیک می‌شود یا کوچکتر. (حد بالایی یا حد پایینی) |            |
| {\displaystyle F<S<2F} (جسم میان کانون و مرکز آینه)              | - حقیقی - وارونه - بزرگتر |            |
| {\displaystyle S=2F} (جسم در مرکز آینه)                          | - حقیقی - وارونه - همان اندازه - تصویر در مرکز آینه تشکیل می‌شود. |            |
| {\displaystyle S>2F} (جسم در فاصله‌ای بیشتر از مرکز آینه)         | - حقیقی - وارونه - کوچکتر - هرچه جسم از آینه دورتر شود، تصویر آن به کانون آینه نزدیکتر می‌شود (به صورت حدی ولی دقیقاً بر روی خود کانون نمی‌افتد). - به صورت حدی هرگاه S به سمت بی‌نهایت رود بزرگی تصویر به سمت صفر می‌رود و خود تصویر به کانون آینه F نزدیک می‌شود. |            |

## فرمول‌ها
فرمول کلی در آینه‌های کاو:
{\displaystyle {\frac {1}{p}}+{\frac {1}{q}}={\frac {1}{f}}}
در رابطهٔ بالا:
{\displaystyle p} فاصلهٔ جسم تا آینه،
{\displaystyle q} فاصلهٔ تصویر تا آینه،
{\displaystyle f} فاصلهٔ کانونی
هرگاه یکی از ۳ پارامتر {\displaystyle p}،{\displaystyle q} یا {\displaystyle f} مجازی باشد در فرمول آن را منفی می‌نویسیم.
همچنین شعاع آینه {\displaystyle r} برابر است با:
{\displaystyle r=2f}
رابطهٔ نیوتون
(بزرگنمایی آینه=m ، فاصلهٔ تصویر تا کانون = 'a، فاصلهٔ جسم تا کانون = a، )
{\displaystyle f^{2}=a'\times a,f=m\times a}
بزرگنمایی
نسبت طول تصویر (AB) به طول جسم (A'B') را بزرگنمایی می‌نامند.
{\displaystyle m={\frac {A'B'}{AB}},m=\left|{\frac {a}{p}}\right\vert ,m={\frac {f}{\left|p-f\right\vert }}}

## یادداشت و منبع
- کتاب درسی سال دوم راهنمایی ایران، سال ۱۳۸۶
- فیزیک ۱ و ازمایشگاه

1. ↑  دانشنامه رشد[پیوند مرده]
2. ↑  "Oeil+de+Sorcière"&hl=en&ei=5eOqTvW3MdPB8QOmtKS6Cw&sa=X&oi=book_result&ct=result&resnum=1&ved=0CDEQ6AEwAA#v=onepage&q&f=false Venice Botteghe: Antiques, Bijouterie, Coffee, Cakes, Carpet, Glass
3. ↑  Lorne Campbell, National Gallery Catalogues (new series): The Fifteenth Century Netherlandish Paintings, pp. 178-179, 188-189, 1998, شابک ‎۱−۸۵۷۰۹−۱۷۱-X
4. ↑  آینه‌های کاو[پیوند مرده]